# Frank Franz

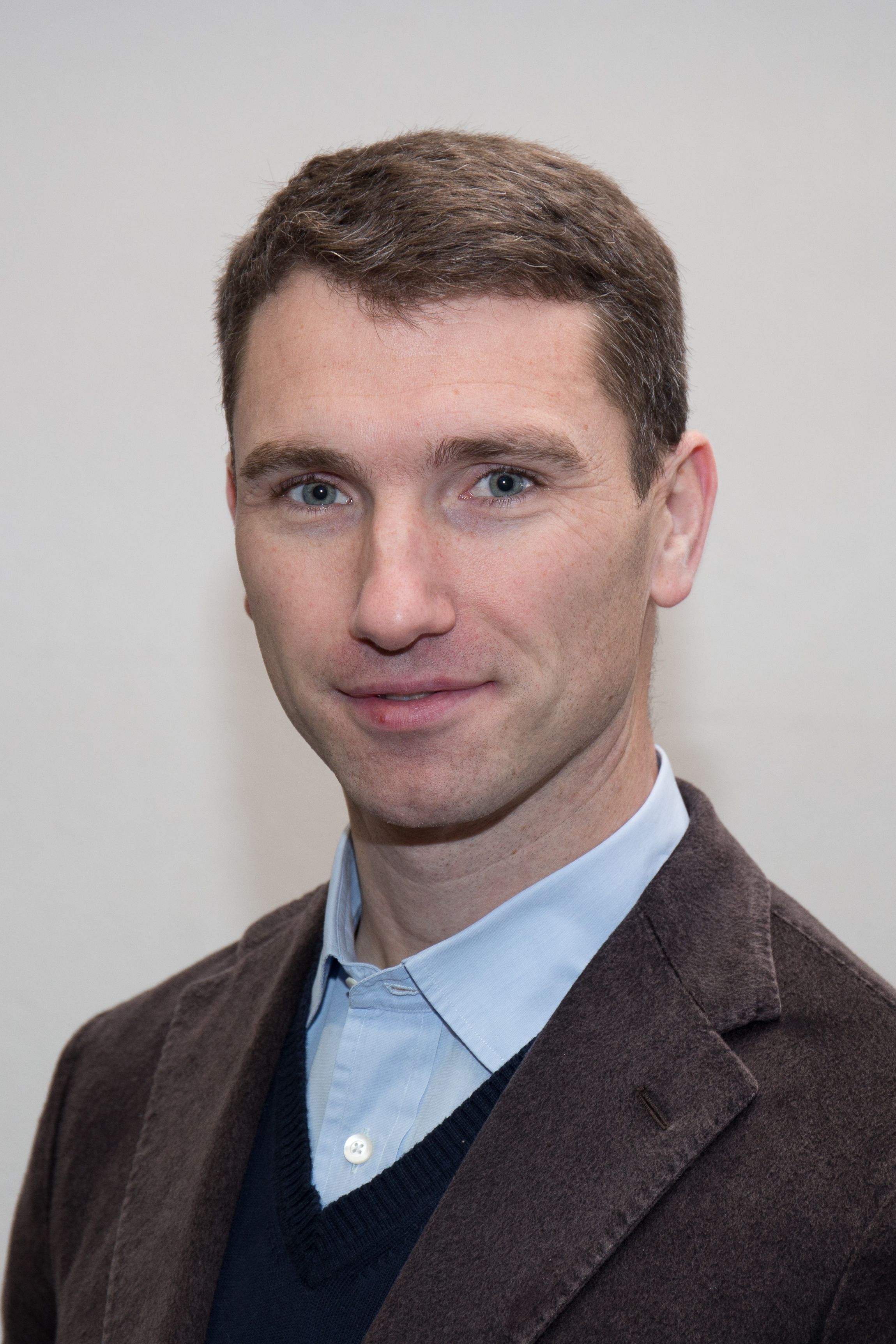
Frank Franz (2017)

Frank Franz (* 21. November 1978 in Völklingen) ist ein deutscher Politiker der rechtsextremen und neonazistischen Partei Die Heimat, die bis 2023 den Namen NPD trug. Er war von 2005 bis 2012 Landesvorsitzender der NPD im Saarland und war von 2011 bis 2024 Mitglied des Bundesvorstands sowie von 2014 bis 2024 Bundesvorsitzender seiner Partei.

## Leben
Von 1997 bis 2004 diente Franz bei der Bundeswehr, die er als Oberfeldwebel (Panzerartillerie) verließ. Von 2003 bis 2006 absolvierte er eine Ausbildung zum Physiotherapeuten. Seit 2007 arbeitet er selbständig als Programmierer und Grafiker und ist Inhaber einer Agentur, die sich mit den Internet-Aktivitäten der NPD befasst.
Franz ist Vater von drei Kindern und lebt von seiner Ehefrau getrennt. Seit 2015 ist er mit Patricia Anna Koperski liiert, der Geschäftsführerin eines rechtsextremen Verlages, die einmal einen Auftritt in der Serie Gute Zeiten, schlechte Zeiten und dem Automagazin Grip hatte. Laut eigener Aussage ist Franz Asperger-Autist.

## Politische Laufbahn

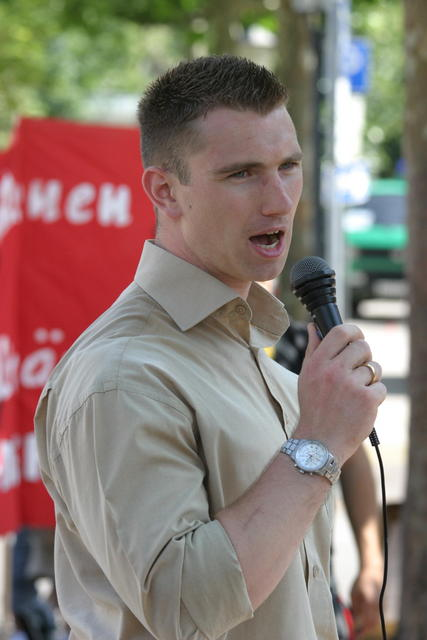
Frank Franz (2006)

2004 wurde er zum Vorsitzenden der NPD im Kreisverband Saarbrücken gewählt. 2005 wurde er Landesvorsitzender. Seit 2006 ist Franz Mitglied im Parteivorstand. 2008 kandidierte er in Ottweiler erfolglos für das Amt des Bürgermeisters. 2009 zog er in Völklingen in den Stadtrat ein und war dort bis zur Wahl 2014 Fraktionsvorsitzender. 2011 kandidierte Franz für das Amt des Oberbürgermeisters in Saarbrücken und erreichte 2,8 % der Stimmen. Beim Bundesparteitag der NPD im November 2011 wurde er in den Beirat des Bundesvorstands gewählt und zu dessen Pressesprecher. 2014 wurde er als Nachfolger von Udo Pastörs zum Bundesvorsitzenden gewählt.
Franz gilt als Ziehsohn von Peter Marx, der im Zuge eines gescheiterten Putschversuches Anfang 2009 nicht mehr im Amt des Generalsekretärs bestätigt wurde, weil der damalige Parteichef Udo Voigt ihn vor den Delegierten des Spinnens einer Intrige bezichtigt hatte. Auch traten bei Veranstaltungen des Landesverbandes von Franz in der Vergangenheit vor allem Kritiker von Voigt auf, so zum Beispiel der beim Bundesparteitag Anfang 2009 gescheiterte Herausforderer Udo Pastörs oder der Vorsitzende der Fraktion im sächsischen Landtag, Holger Apfel. Auch der Vorsitzende der DVU, Matthias Faust, trat bereits auf gemeinsamen Veranstaltungen auf, allerdings bevor der Deutschlandpakt der beiden Parteien im Jahr 2009 aufgekündigt wurde.
Seit 2020 tritt Franz aktiv als rechter Influencer auf den Plattformen YouTube, Twitter und TikTok in Erscheinung.
Im Januar 2021 berichtete das Magazin Der Spiegel über Geldwäsche-Ermittlungen gegen Franz. Hintergrund seien dubiose Finanztransaktionen, die der Politiker über seine inzwischen gelöschte Privatfirma in Österreich abgewickelt haben soll. Laut einem Rechtshilfeersuchen der Staatsanwaltschaft Salzburg an die deutsche Justiz geht es um die Optimaten Verlagsgesellschaft mbH, die Franz 2012 gegründet hatte und die 2016 in Konkurs ging. Recherchen von Die Zeit legen nahe, dass es sich dabei um einen Teil des Firmennetzwerks des AfD-nahen Politikberaters Tom Rohrböck handelt. Das Ermittlungsverfahren wurde im März 2023 von der Staatsanwaltschaft Saarbrücken eingestellt, weil der Anfangsverdacht nicht erhärtet werden konnte.
Am 23. November 2024 wurde Franz von Peter Schreiber als Bundesvorsitzender der Heimat abgelöst. Franz verzichtete auf eine erneute Kandidatur.

## Positionen
Franz äußerte 2017, dass die Aussagen der NPD „die gleichen wie zuvor“ seien, man versuche jedoch, „sie so rüberzubringen, dass man uns nicht als Aussätzige wahrnimmt“. Im Vergleich mit der AfD sprach Franz von der eigenen Partei als den „ehrlicheren Nationalisten“. Statt weniger Flüchtlinge wolle man gar keine, ebenso wolle man den Austritt aus der NATO. Um wahrgenommen zu werden, müsse man „über zugespitzte Plakataussagen provozieren“.
2006 schrieb Franz auf der Website der NPD Saar in einem antisemitischen Kommentar, dass Charlotte Knobloch, die damalige Präsidentin des Zentralrats der Juden in Deutschland, „und ihre Freunde […] Gäste in Deutschland“ seien „und als solche“ hätten „sie sich auch zu verhalten“. Im Mai 2021 twitterte Franz: „Solange Deutsche im eigenen Land ein Volk zweiter Klasse sind, gibt es für mich gar keine Veranlassung, über #Antisemitismus zu diskutieren.“